# Микрополифония
Микрополифония (англ. micropolyphony) — техника полифонической композиции, разработанная Дьёрдем Лигети. 
Суть и новаторство этой техники состоят в чрезвычайно сжатом расположении голосов по высоте. При этом партитура имеет структуру канона, однако голоса движутся в разных темпах и ритмических рисунках, слагаясь в плотные и непрерывно изменяющиеся кластеры.
По словам самого Лигети, «невозможно расслышать полифонию, сам канон. Слышится лишь непроницаемая фактура, нечто вроде плотно смотанного клубка паутины. Все мои мелодические линии выдержаны не менее строго, чем у Палестрины или фламандцев, но полифонические правила здесь заданы мною. Многоголосный строй не просвечивает, он остаётся скрыт в микроскопическом, подводном мире, неслышимом для нас. Я называю это микрополифонией (какое красивое слово!)»
Наиболее раннее употребление техники встречается во второй части оркестровых «Видений» (1959 г.) За ними следуют оркестровые «Атмосферы»; «Реквием» для солистов, хора и оркестра; хор а капелла «Lux aeterna» и «Отдаление» для оркестра.
Вопреки возникающему порой ложному впечатлению, в микрополифонической технике Лигети используется только традиционный хроматический двенадцатиполутоновый звукоряд, хотя исключительная плотность фактуры создаёт ощущение использования дробных интервалов.
Композиционно микрополифонические фрагменты произведений Лигети несложны, однако большое количество голосов, их намеренная «спутанность» и исчезающе малое присутствие тонального ряда предъявляют высокие требования к профессиональному уровню исполнителей.
Впоследствии микрополифонической технике подражали и другие композиторы XX века.